# Torre Coltejer
Das Torre Coltejer oder Edificio Coltejer ist das höchste Gebäude in der Stadt Medellín in Kolumbien.
Das Edificio Coltejer wurde auf dem Gelände des historischen Theaters Junín und des ehemaligen Hotel Europa errichtet. Im Zuge der Bebauung wurde der Gonzalo-Mejía-Komplex abgerissen. Baubeginn war 1968 und die Fertigstellung erfolgte 1972. Der Wolkenkratzer mit einer Höhe von 175 Metern hat 37 Stockwerke, die als gewerbliche Büroflächen genutzt werden. Es ist derzeit das fünfthöchste Gebäude in Kolumbien (Stand 2019). Bis zur Fertigstellung des 192 m hohen Torre Colpatria im Jahr 1979 war das Edificio Coltejer das höchste Gebäude des Landes.
Die Formgebung des Hochhauses symbolisiert eine Nähnadel. Der Entwurf stammt von Consorcio Esguerra, Sáenz y Samper, Raul Fajardo, Vélez und Jorge Manjarréz. Eigentümerin ist die Firma Coltejer S.A., ein Textilunternehmen das am 22. Oktober 1907 gegründet wurde und mit der Fertigstellung auch seinen Hauptsitz in diesem Gebäudekomplex bezog. Coltejer ist einer der größten Textilproduzenten des Landes und hat wesentlich zur industriellen Entwicklung der Region beigetragen. Das Gebäude beherbergt außerdem das Hauptquartier von RCN Radio. Mit der Antennenanlage und dem Fahnenmast auf dem Dach erreicht das Gebäude eine Gesamthöhe von 195 Meter.

## Galerie

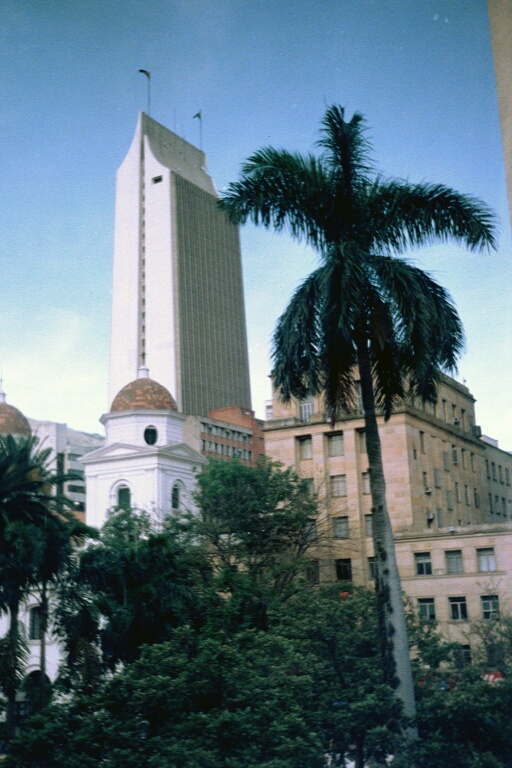
Das Torre Coltejer neben der Kirche La Candelaria.
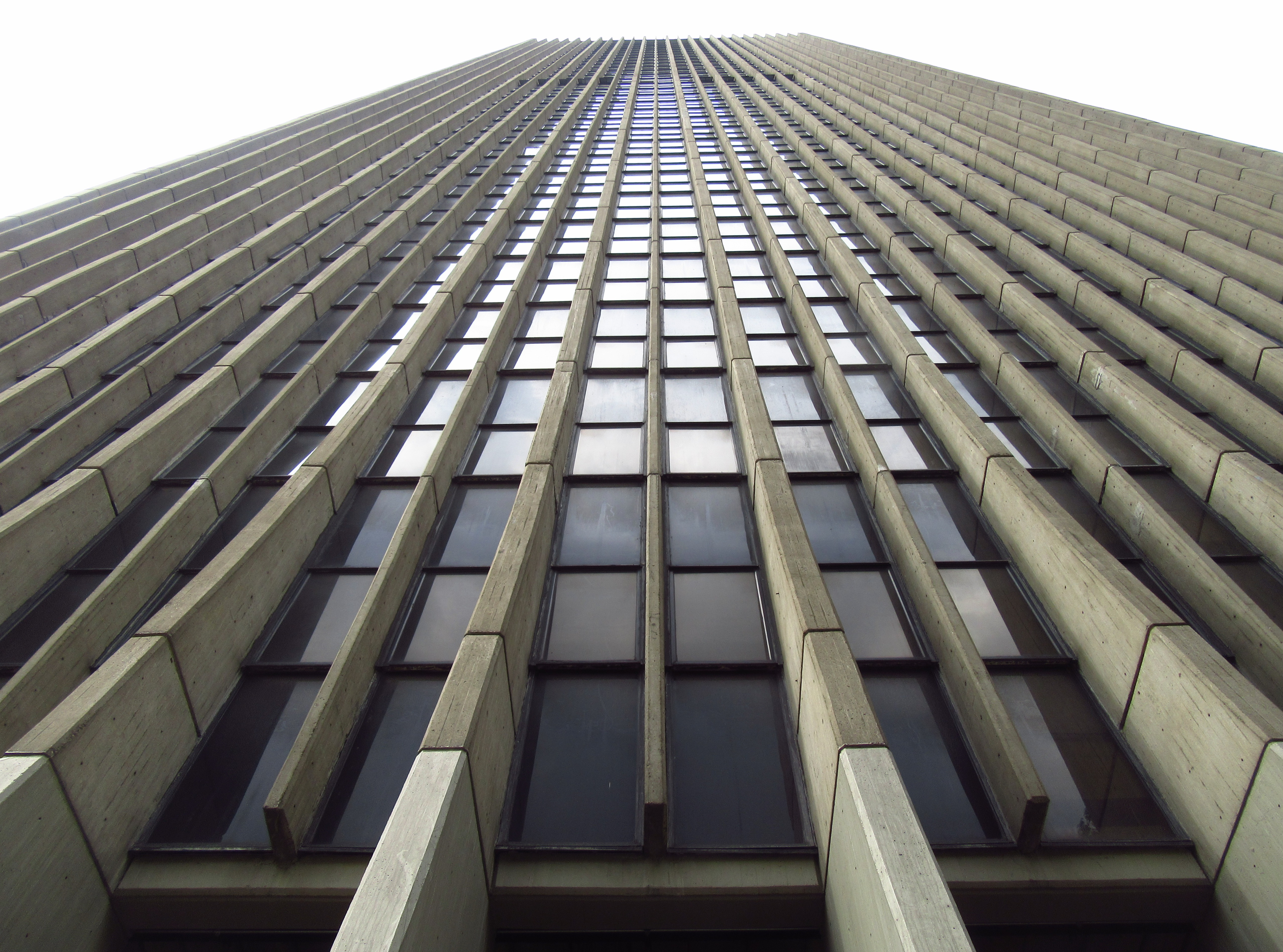
Sicht auf das Bauwerk von unten nach oben.
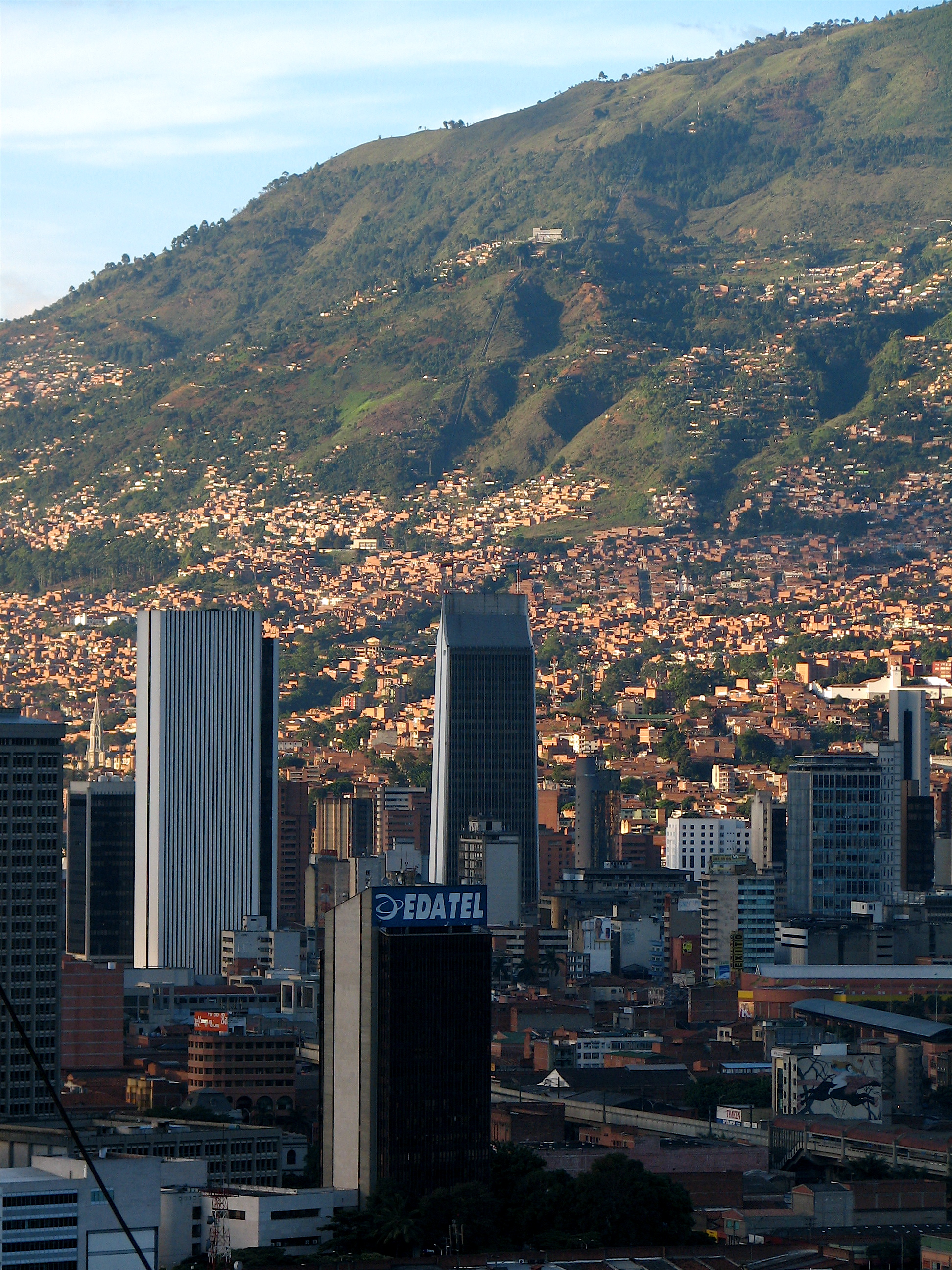
Skyline mehrerer Wolkenkratzer, mit dem Torre Coltejer (rechts).